# IC 952
IC 952 је спирална галаксија у сазвјежђу Дјевица која се налази на листи објеката дубоког неба у Индекс каталогу.
Деклинација објекта је + 3° 22' 39" а ректасцензија 13h 53m 41,9s. Привидна величина (магнитуда) објекта IC 952 износи 14,0 а фотографска магнитуда 14,8. IC 952 је још познат и под ознакама UGC 8808, MCG 1-35-49, CGCG 45-133, IRAS 13511+0337, PGC 49373.